# Colias hyale
Colias hyale là một loài bướm nhỏ thuộc họ Pieridae, có màu vàng và trắng, được tìm thấy ở hầu hết châu Âu và phần lớn châu Á.
Loài này di cư đến British Isles và Scandinavia. Cá thể trưởng thành có sải cánh dài 52–62 milimét (2,0–2,4 in).

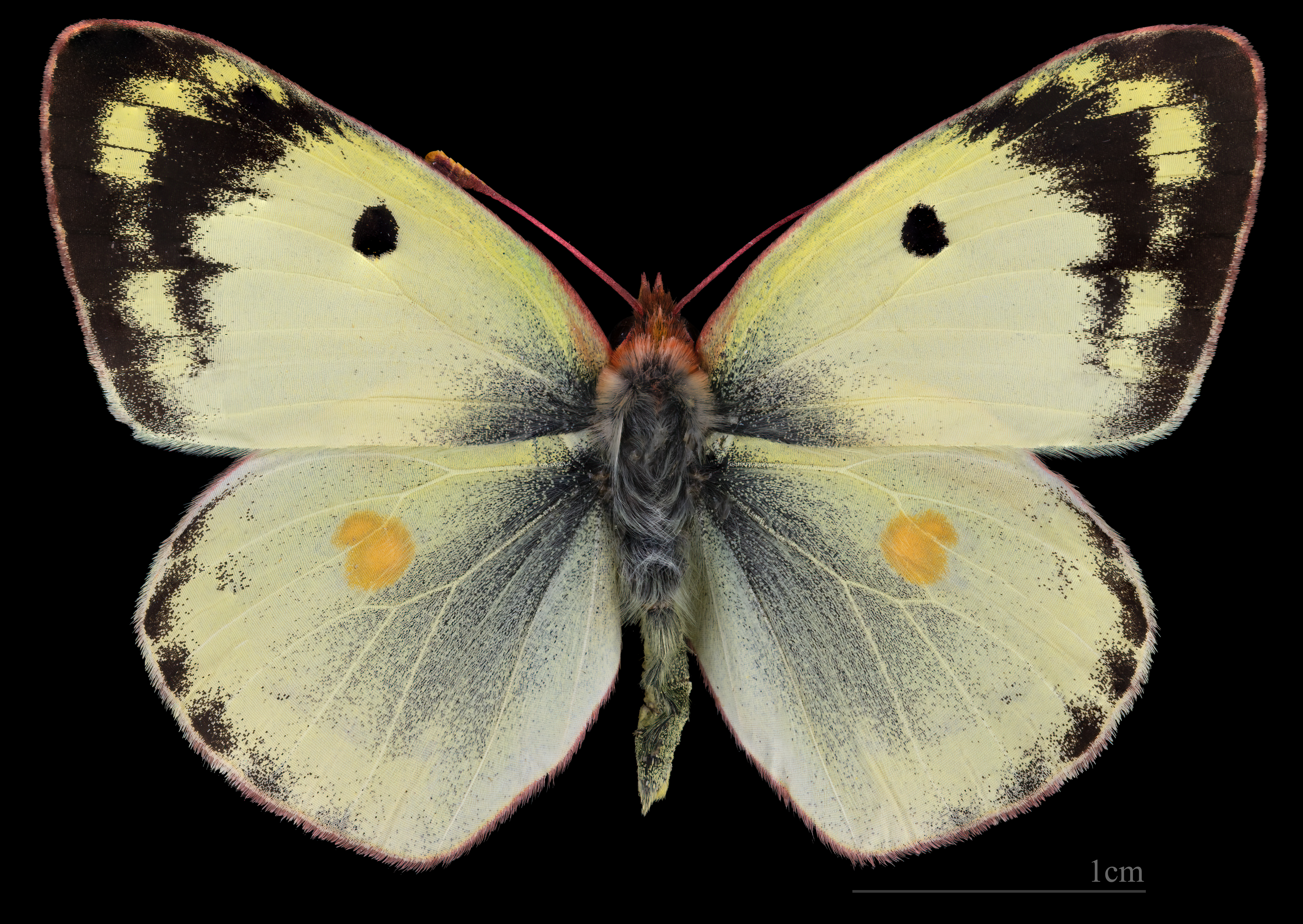
Colias hyale ♂
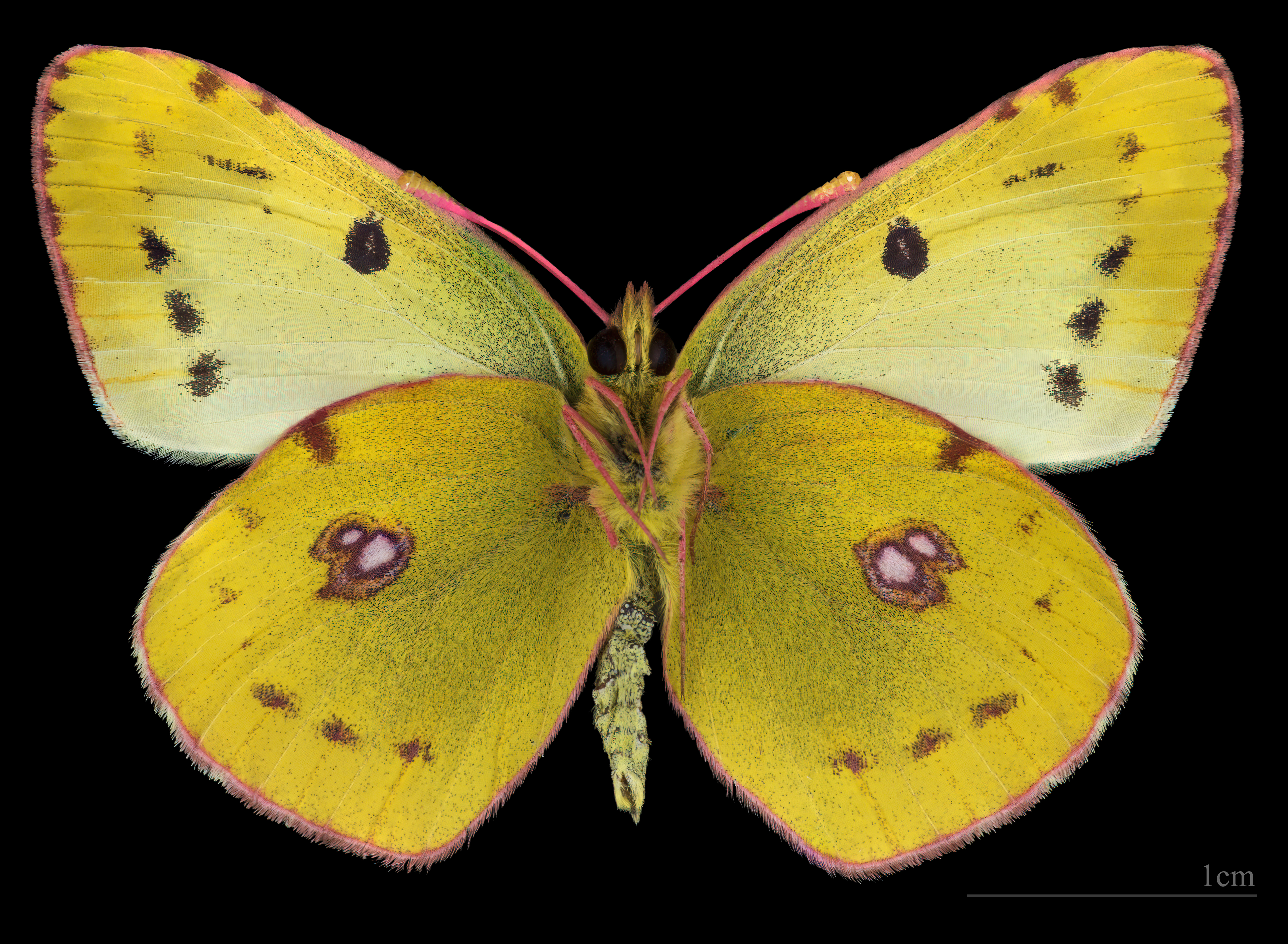
Colias hyale ♂ △
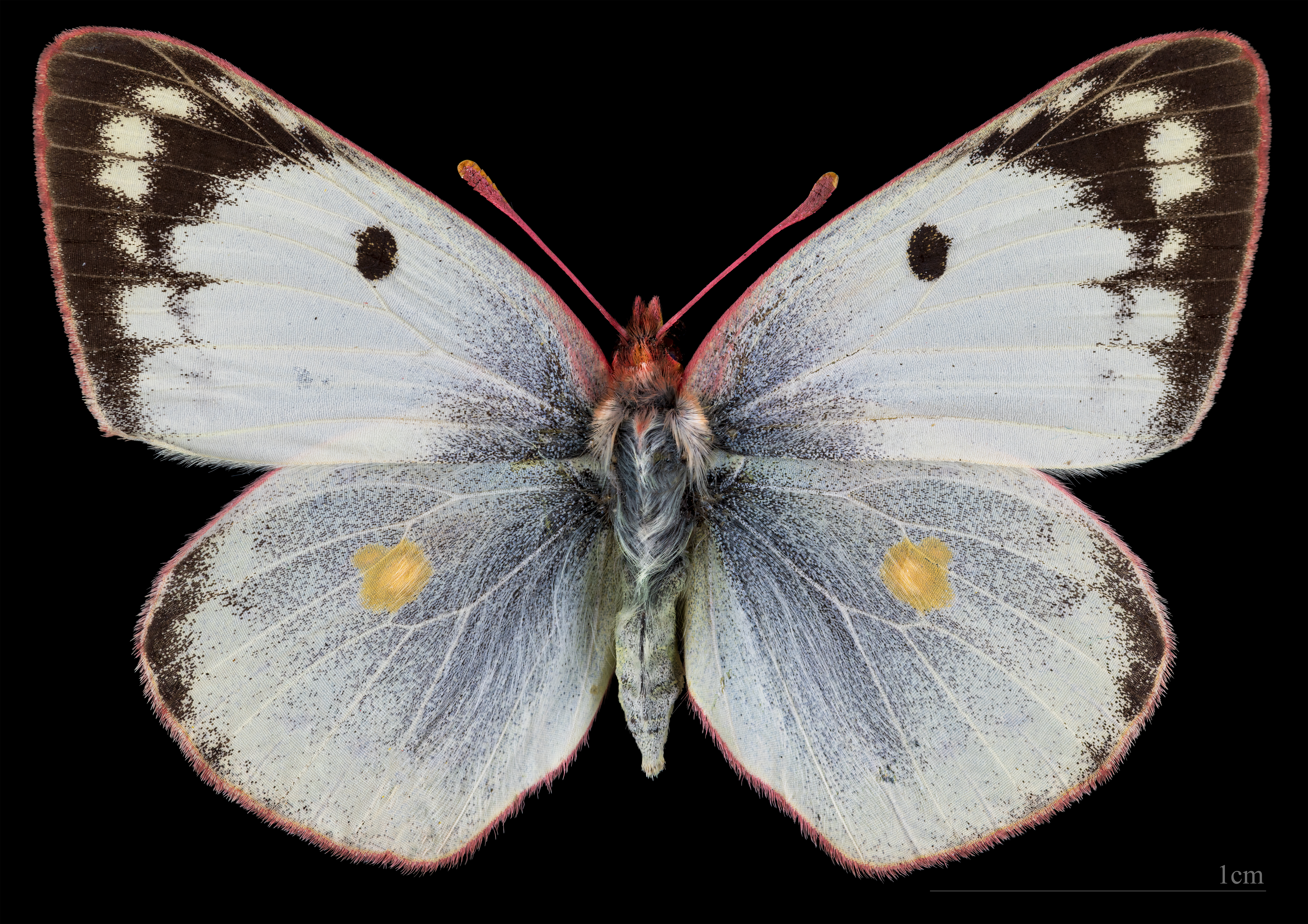
Colias hyale ♀
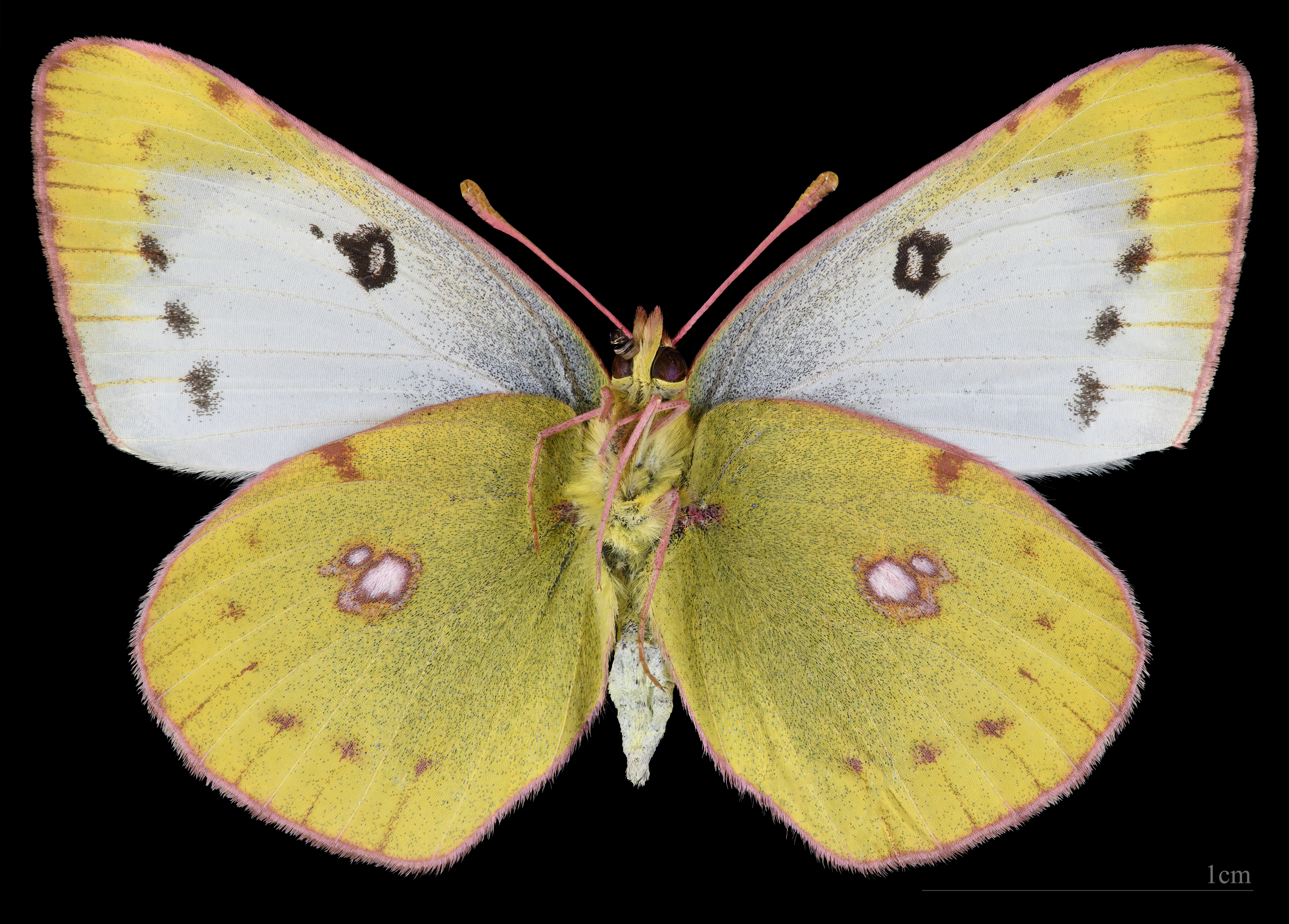
Colias hyale ♀ △

Loài này ăn các loài Vicia cracca, Fabaceae, Vicia, Coronilla, Medicago, Lotus, Cytisus và Trifolium.

## Hình ảnh

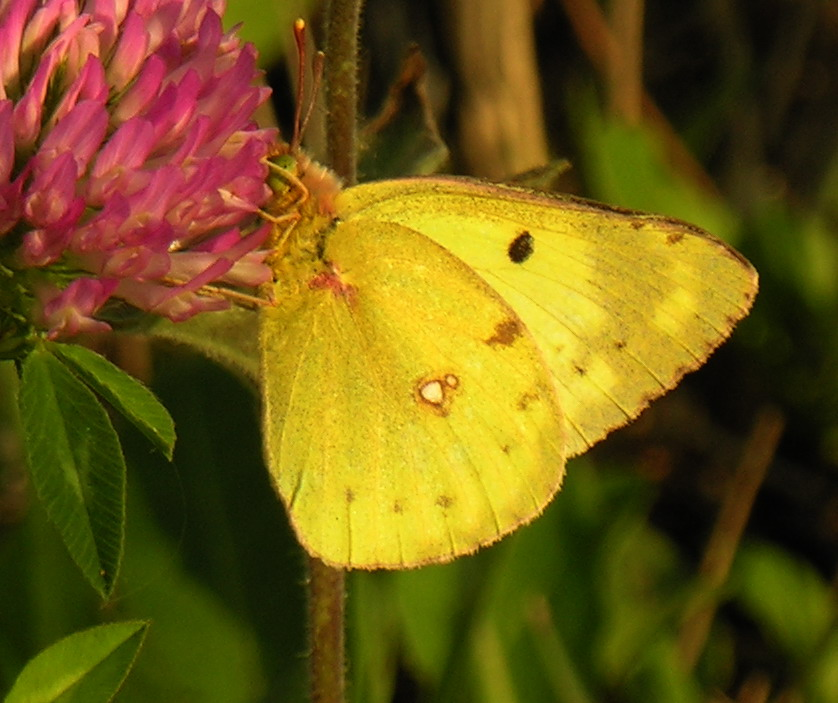
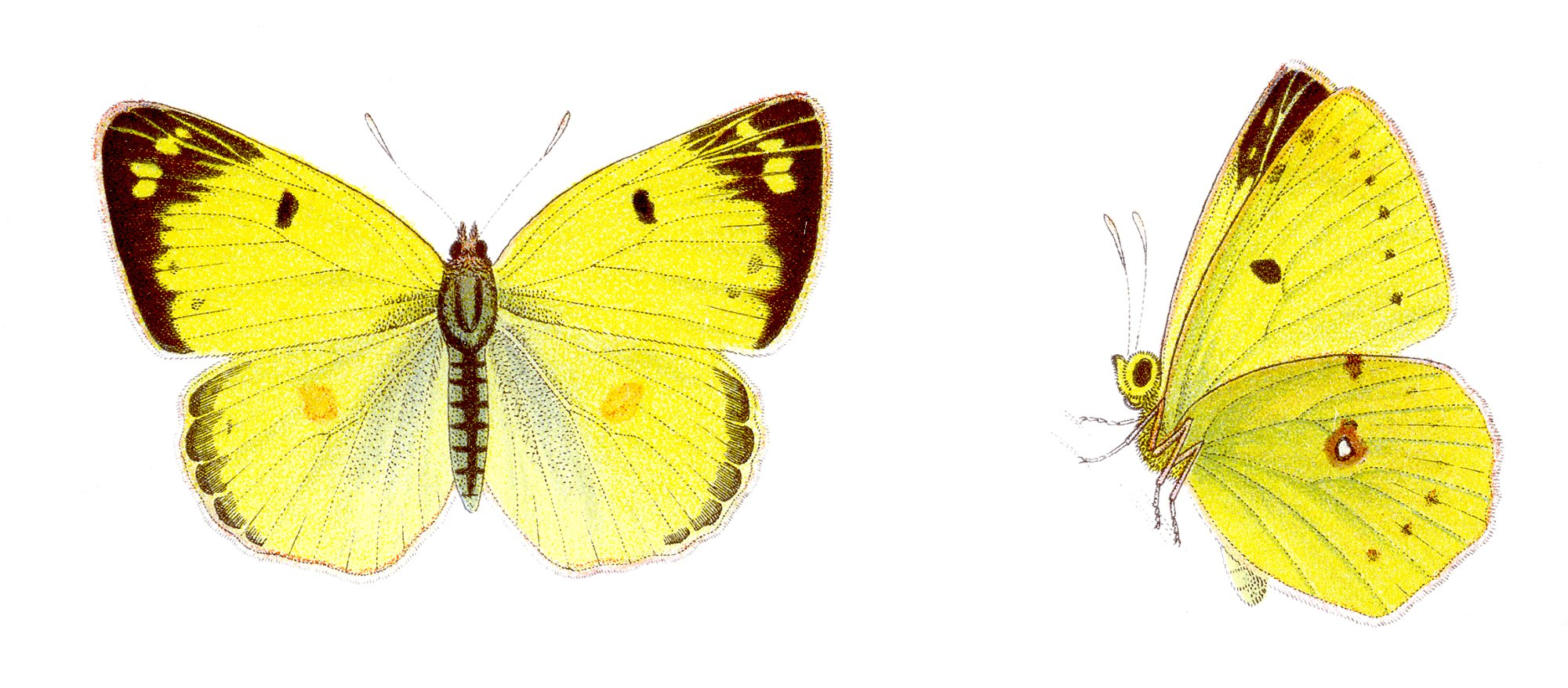
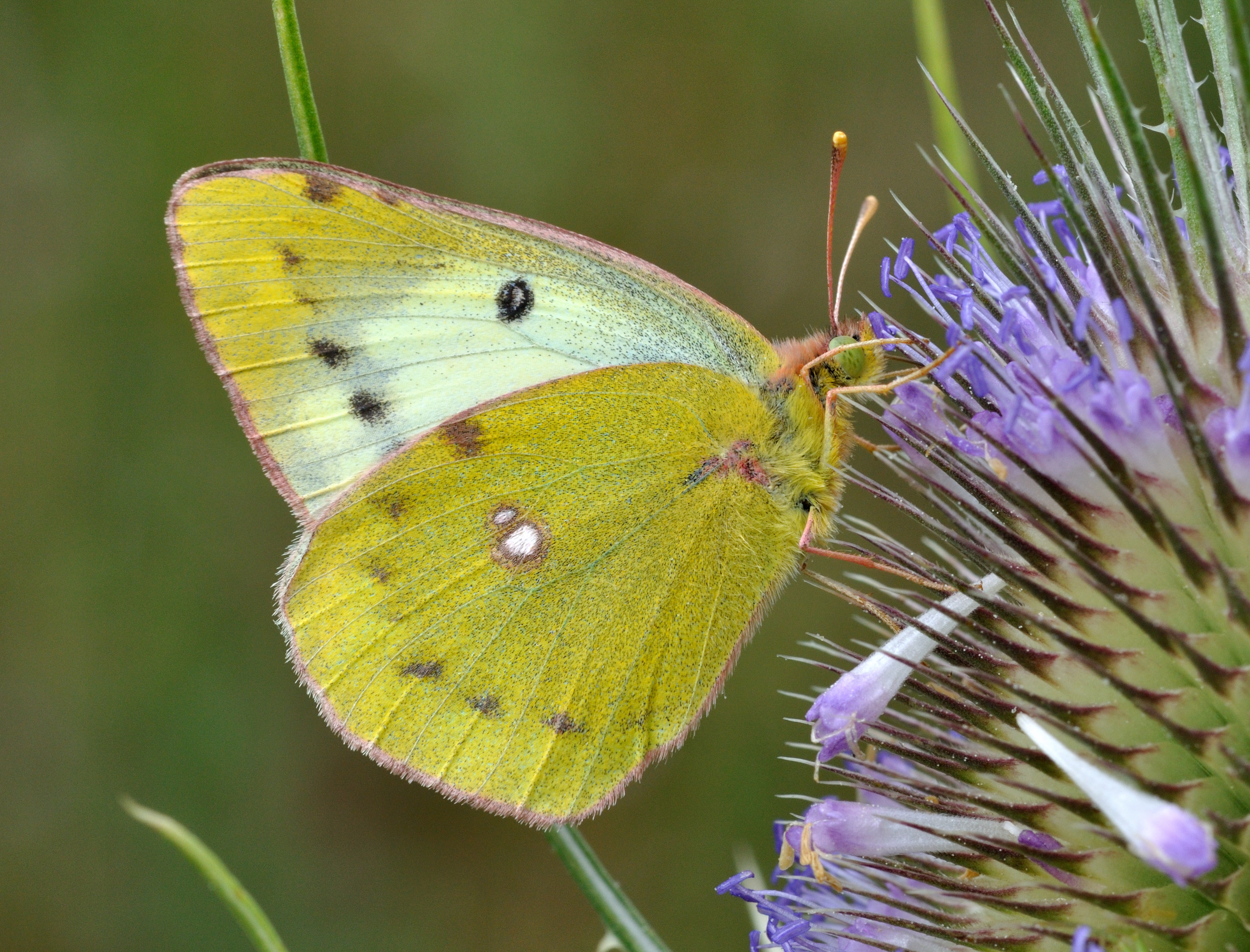